# Perquenco
Perquenco – miasto w Chile, w regionie Araukania, w prowincji Malleco.
Stolica powszechnie nieuznawanego Królestwa Araukanii i Patagonii w II połowie XIX wieku.